# Victor French
Victor Edwin French, född 4 december 1934 i Santa Barbara i Kalifornien, död 15 juni 1989 i Los Angeles i Kalifornien, var en amerikansk skådespelare och regissör. French är främst känd för rollen som Isaiah Edwards i TV-serien Lilla huset på prärien.

## Filmografi i urval
- 1960 – 7 vågade livet (ej krediterad)
- 1962–1971 – Bröderna Cartwright (TV-serie) (fem avsnitt)
- 1965–1966 – Smart (TV-serie) (sju avsnitt)
- 1966–1975 – Krutrök (TV-serie) (18 avsnitt)
- 1967–1970 – Daniel Boone (TV-serie) (fyra avsnitt)
- 1970 – Det var en gång en skurk...
- 1970 – Rio Lobo
- 1974–1983 – Lilla huset på prärien (TV-serie) (59 avsnitt)
- 1977–1979 – Carter Country (TV-serie) (44 avsnitt)
- 1982 – En officer och gentleman
- 1983 – Little House: Look Back to Yesterday
- 1984 – Little House: Bless All the Dear Children
- 1984 – Little House: The Last Farewell
- 1984–1989 – Highway to Heaven (TV-serie) (111 avsnitt)